# Cleora compactaria
Cleora compactaria är en fjärilsart som beskrevs av Walker 1863. Cleora compactaria ingår i släktet Cleora och familjen mätare. Inga underarter finns listade i Catalogue of Life.